# Танхуа (кулинария)
Танхуа (кит. 糖画) — китайское «карамельное» народное искусство, представляющее собой создание плоских фигурок из горячего жидкого сахара.

## Техника
Горячий сахар аккуратно выливается половником на плоскую поверхность (обычно белый металл или мрамор). Контуры будущей фигурки имеют толстые края, к которым приклеиваются более тонкие сахарные «сопли», заполняющие внутреннюю часть фигурки и выкладываемые зигзагами, спиралевидно или по другим шаблонам. Когда фигурка закончена, она насаживается на палочку для её удержания. Затем пока сахар ещё тёплый и не затвердел, её отскребают шпателем и выставляют на прилавок или продают сразу.